# St. Dionysius (Borbeck)

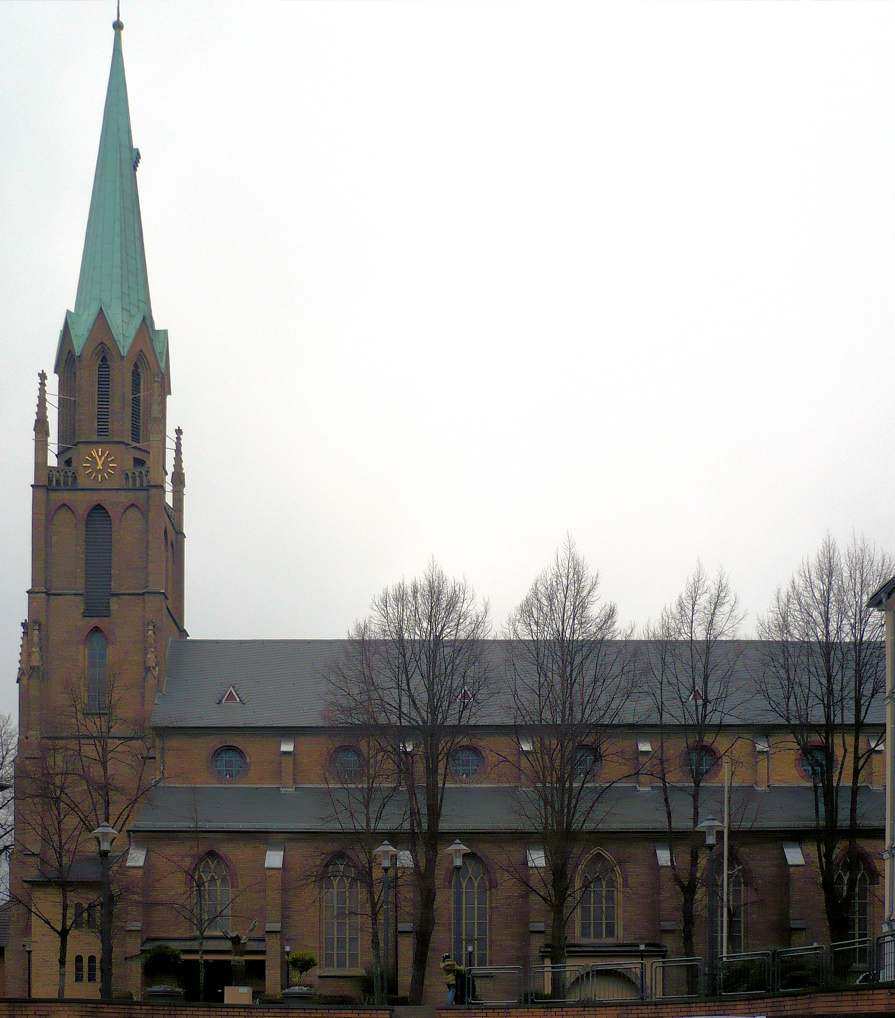
Pfarrkirche St. Dionysius

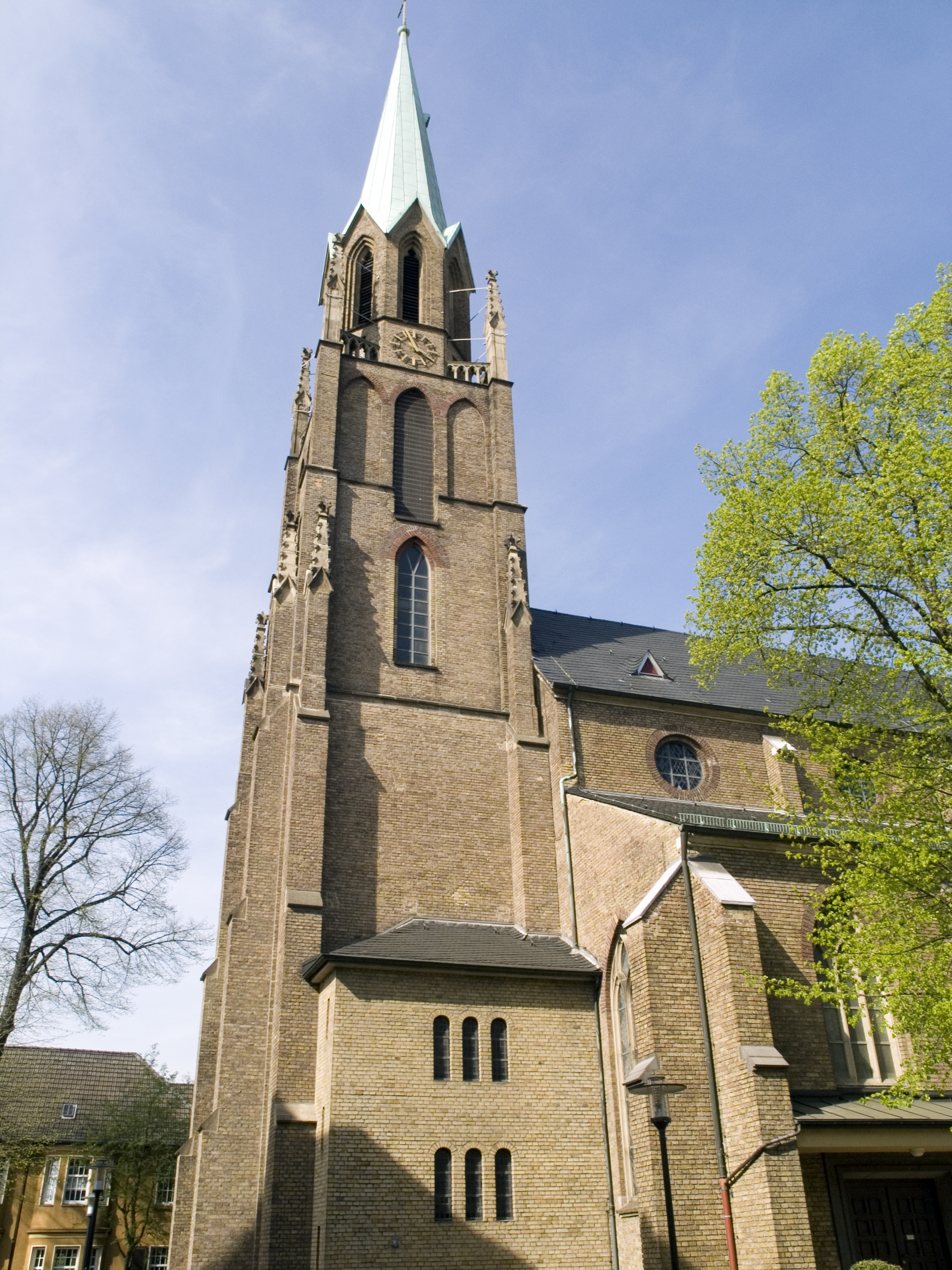
Pfarrkirche St. Dionysius

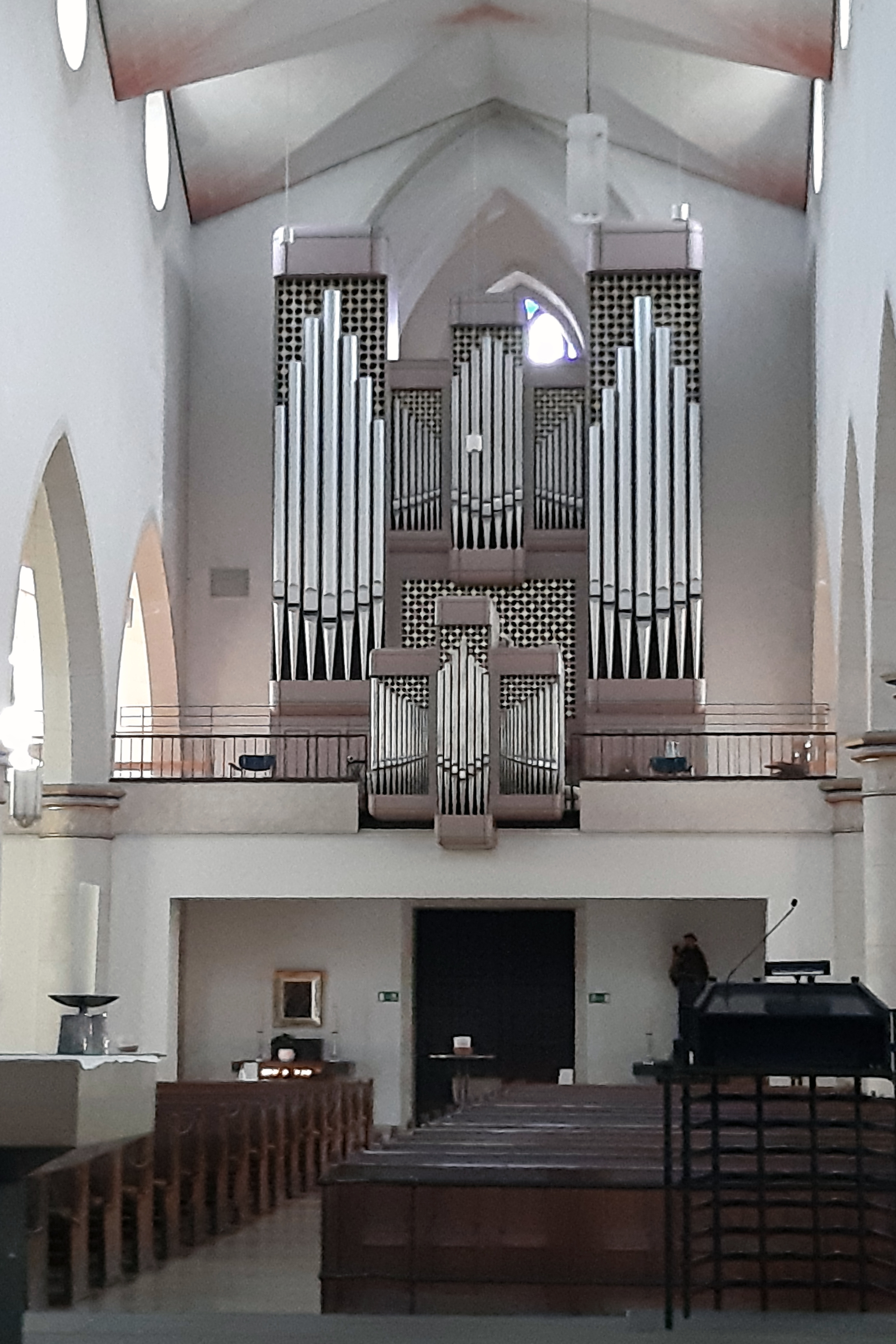
Pfarrsaal mit Orgel

Die katholische Pfarrkirche St. Dionysius ist ein denkmalgeschütztes Kirchengebäude in Borbeck, einem Ortsteil von Essen in Nordrhein-Westfalen.

## Geschichte und Architektur
Das Patrozinium deutet auf eine Gründung im 10. Jahrhundert hin. Die Kirche ist eine Mutterkirche, aus der 21 Pfarreien hervorgegangen sind. Sie liegen zum Teil in Groß-Borbeck und Oberhausen. Nach älteren Forschungen und einem Modell im Essener Ruhrlandmuseum stand zuerst im 12. Jahrhundert ein romanischer Bau, der im 13. Jahrhundert gotisch erweitert wurde. Das mittelalterliche Gebäude brach man 1860 ab. Ein Neubau wurde notwendig, weil die alte Kirche zu klein geworden war.
1862 legte Pastor Johann Joseph Legrand den Grundstein. Die dreischiffige, neugotische Backsteinbasilika wurde 1862/63 nach einem vereinfachten Entwurf von Vincenz Statz aus dem Jahr 1854, durch Reg. Baurat Carl Krüger aus Düsseldorf der Baumeister Clemens Guinbert beauftragt und unter Aufsicht des Essener Kreisbaumeisters August Kind, errichtet. Die Konsekration der Kirche erfolgte durch den Kölner Erzbischof Paulus Melchers im Jahr 1867. Der Chor ist polygonal, der Westturm ist vorgesetzt.
Die Kirche erlitt schwere Zerstörungen im Zweiten Weltkrieg. Am 14. November 1939 schloss der Kirchenvorstand einen Vertrag mit der Luftschutzpolizei, so dass die einstigen Lagerräume im Garten an der Kirchplatzmauer zu Bunkern für die Öffentlichkeit ausgebaut wurden. Auch in der Kirche wurden Luftschutzmaßnahmen getroffen. Am 15. Februar 1942 wurden die Turmglocken demontiert und für Kriegszwecke verwendet. Die kleine Glocke im Dachreiter blieb verschont. Bei einem Fliegerangriff in der Nacht vom 8. auf den 9. Juni 1942 brannte es in der Sakristei und im Dachstuhl so wie im linken Seitenschiff. Nach einem weiteren Angriff in der Nacht vom 16. auf den 17. September des Jahres mussten herausgerissene Fenster durch Holzverschalungen ersetzt werden. Das Kirchengebäude wurde bei einem Luftangriff am 25. Oktober 1944, von zwei Luftminen schwer getroffen. Die Kirche brannte vollständig aus, das Maßwerk und die kunstvollen bunten Glasfenster des Chores brachen heraus, der Dachstuhl stürzte ein, die Seitenmauer zum Kirchplatz fehlte vollständig. Der Kirchturm blieb stehen.
Die Wiederaufbauarbeiten dauerten bis 1951. Von 1962 bis 1963 erfolgte eine Neugestaltung des Kircheninnenraums. Anstelle des Gewölbes wurde eine gefaltete Betondecke eingebaut. Der Zelebrationsaltar wurde vorgezogen und der freigewordene Chorraum durch eine Mauer abgetrennt. So entstand eine Anbetungskapelle. In die Wand wurde das Sakramentshaus eingebaut und wurde so Ort der Aussetzung.
Im Jahr 2018 wurden mehrmonatige Restaurierungsarbeiten am Kirchturm durchgeführt. Durch eine Investition von rund einer Million Euro, finanziert durch das Land Nordrhein-Westfalen, das Bistum Essen und die Kirchengemeinde, sahen die Überarbeitung der Natursteine, das Ersetzen und Neuverfugen von Ziegelsteinen sowie den Austausch der Zugstangen, die den Turm auf dessen Westseite stabilisieren, vor.

## Ausstattung
Ein Epitaph der Essener Äbtissin Elisabeth von Manderscheid-Blankenheim († 1598) aus Baumberger Sandstein. Im Mittelfeld kniet die Äbtissin vor dem Kruzifix.

### Orgel
Die Orgel wurde 1983 von Romanus Seifert unter Verwendung von Teilen des Pfeifenmaterials der Vorgängerorgel erbaut. Das Instrument hat 41 Register auf drei Manualen und Pedal. Die Spieltraktur ist mechanisch, die Registertraktur ist elektrisch.
| I Rückpositiv c–g3 |       |
| Gedackt            | 8′    |
| Quintadena         | 8′    |
| Praestant          | 4′    |
| Blockflöte         | 4′    |
| Octave             | 2′    |
| Quinte             | 1 ⁄3′ |
| Sesquialter I-II   |       |
| Scharff IV         |       |
| Dulcian            | 16′   |
| Krummhorn          | 8′    |
| Tremulant          |       |

| II Hauptwerk C–g3 |        |
| Gedacktpommer     | 16′    |
| Praestant         | 8′     |
| Gemshorn          | 8′     |
| Octave            | 4′     |
| Koppelflöte       | 4′     |
| Superoctave       | 2′     |
| Cornett V         | (ab f) |
| Mixtur V          | 1 ⁄3′  |
| Cymbel III        |        |
| Trompete          | 8′     |

| III Schwellwerk C–g3 |           |
| Holzprinzipal        | 8′        |
| Gamba                | 8′        |
| Vox Coelestis        | 8′ (ab c) |
| Principal            | 4′        |
| Querflöte            | 4′        |
| Quinte               | 2 ⁄3′     |
| Schwegel             | 2′        |
| Terz                 | 1 3⁄5′    |
| Mixtur V             | 2′        |
| Basson               | 16′       |
| Trompete harm.       | 8′        |
| Clairon              | 4′        |
| Tremulant            |           |

| Pedal C–f1    |     |
| Prinzipal     | 16′ |
| Subbaß        | 16′ |
| Octavbaß      | 8′  |
| Pommer        | 8′  |
| Choralbaß     | 4′  |
| Hintersatz IV |     |
| Posaune       | 16′ |
| Trompete      | 8′  |
| Schalmei      | 4′  |

- Koppeln: I/II, III/I, III/II, I/P, II/P, III/P
- Spielhilfen: 3.999-fache Setzeranlage